# Broichmühle

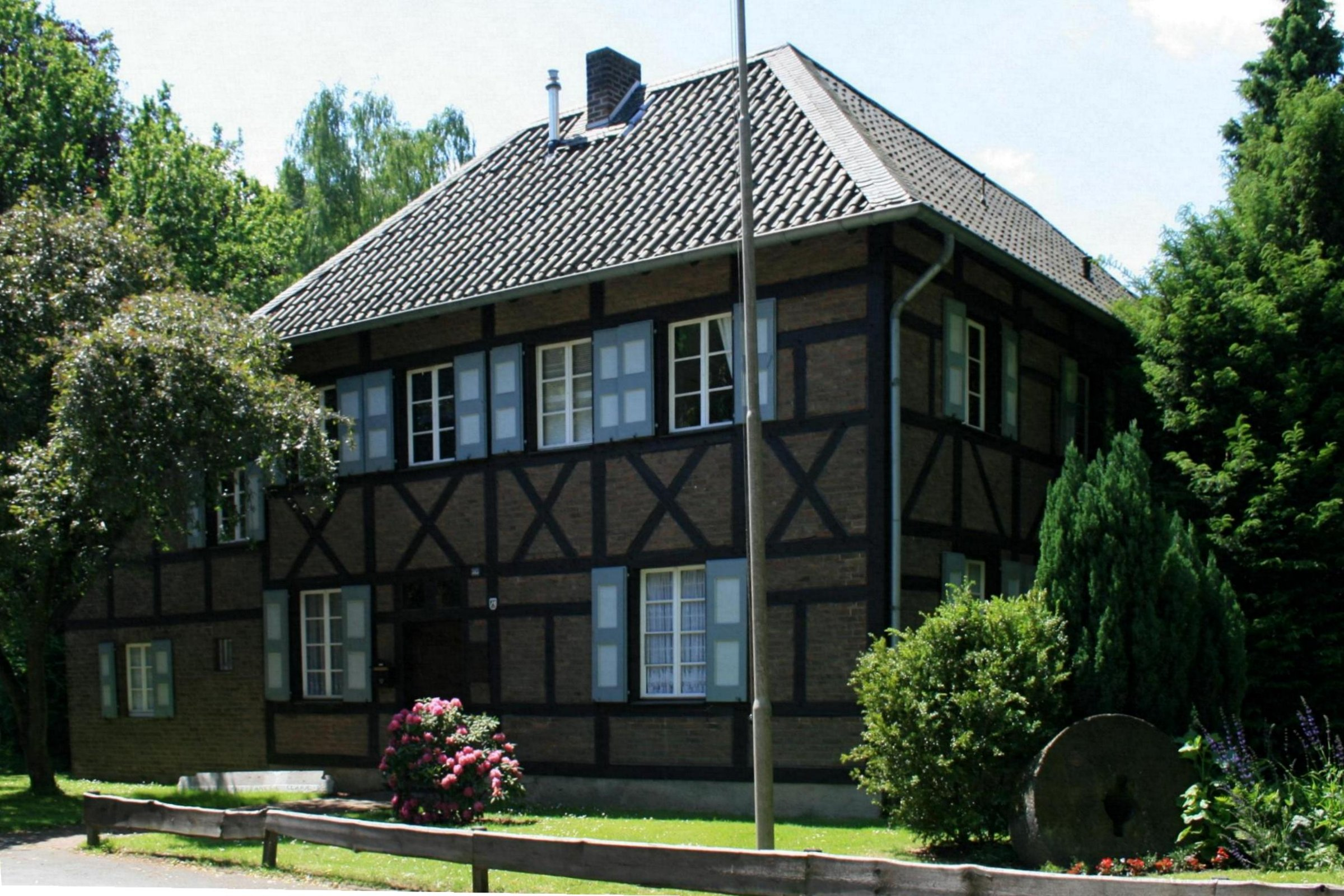
Mühlstein als Denkmal vor dem Priorshaus in Neuwerk.

Die Broichmühle war eine Wassermühle mit einem unterschlächtigen Wasserrad am Oberlauf der Niers, im Mönchengladbacher Stadtteil Neuwerk im Regierungsbezirk Düsseldorf.

## Geographie
Die Broichmühle hatte ihren Standort an der linken Seite der Niers, am Broichmühlenweg, im Mönchengladbacher Stadtteil Neuwerk. Oberhalb befand sich die Nonnenmühle, unterhalb die Schlossmühle Neersen. Das Gelände, auf dem das Mühlengebäude stand, hat eine Höhe von ca. 38 m über NN.

## Gewässer
Die Niers (GEWKZ 286) in ihrem alten Flussbett versorgte bis zur Flussbegradigung über Jahrhunderte zahlreiche Mühlen mit Wasser. Die Niers entspringt in Kuckum, einem Ortsteil der Stadt Erkelenz. Bis zur Mündung in die Maas bei Gennep (Niederlande) hat die Niers eine Gesamtlänge von 117,668 km und ein Gesamteinzugsgebiet von 1.380,630 km2. Die Quelle liegt bei 73 m ü. NN, die Mündung bei 9 m ü. NN. Die Pflege und der Unterhalt des Gewässers obliegt dem Niersverband.

## Geschichte
Die Broichmühle hatte ihre erste urkundliche Erwähnung im Jahre 1315. Die molendinum in Damme gehörte der Abtei St. Vith und wurde als unterschlächtige Getreidemühle betrieben. Sie war Bannmühle für das Gebiet Gladbach und trug im Laufe der Zeit verschiedene Namen. So wurde die Mühle auch Abtsmühle, Bruchmühle, Dammer Mühle, Corstgens Mühle und Nerscher Mühle genannt. Über Jahrzehnte gab es um die Mühlenrechte Streitigkeiten mit den angrenzenden Bezirken Neersen, Willich, und Schiefbahn.
Im Jahre 1663 wurde die Broichmühle zu einer Ölmühle erweitert. Nach dem Siebenjährigen Krieg (1756–1763) ließ der Abt Ambrosius Specht die Mühle 1765 komplett neu aufbauen. Im Rahmen der Säkularisation blieb die Mühle in französischem Besitz und wurde nicht  – wie andere Mühlen – versteigert. 1815 ging die Mühle in preußischen Staatsbesitz über. 1818 wurde die Mühle als Getreidemühle, Ölmühle und Lohmühle genutzt. Auf beiden Seiten der Niers standen nun Mühlengebäude, die über Wasserräder angetrieben wurden.
Nach einem Brand wurde 1823 die Spinnerei der Zoppenbroicher Mühle zur Broichmühle verlegt. 1827 wurde die Mühle um eine Dampfmaschine mit 11 PS erweitert. Der Getreidemahlgang blieb parallel erhalten. Neben der Mahlmühle und der Baumwollspinnerei wurde  um 1839 auch eine Waffenfabrik betrieben. Mit der Niersregulierung im Jahre 1935 ging die Wasserkraft verloren und es wurde auf Elektroantrieb umgestellt. 1980 wurde der Mühlenbetrieb eingestellt und 1998 die Gebäude niedergelegt. Heute erinnert der Broichmühlenweg und der Mühlstein vor dem Priorshaus in Neuwerk an die einst so emsige Broichmühle. Auf diesem Stein steht die Inschrift: Erinnerung soll dieser Stein an vier Neuwerker Mühlen sein.